# Planjak (Mljet)
Planjak je majhen nenaseljen otoček v Jadranskem morju, pripada Hrvaški.
Planjak leži pred severno obalo Mljeta pred vhodom v zaliv Prožurska Luka, okoli katerega se razprostira zaselek Prožurska Luka. Otoček, katerega površina meri 0,06 km² ima obalni pas dolg 1,01 km. Najvišji vrh na otočku je visok 68 mnm. Vzhodno, okoli 300 m od njega, leži skupina čeri Sanjevci.
Koordinati:   42°44′10″N, 17°39′00″E